# سمكة البقعة البيضاء
سمكة البقعة البيضاء (بالإنجليزية: Whitespot)‏، (باللاتينية: Aplocheilus panchax)، هي سمكة اكتشفها هاملتون عام 1822 م. يوجد هذا النوع في باكستان، الهند، بنغلاديش، مينامار، ماليزيا، أندونيسيا، نيبال، كمبوديا، الفيتنام، وسريلانكا. يصل أقصى طول لها إلى 9 سمـ تحتاج درجة حرارة من 20 - 25 درجة مؤوية، ودرجة حموضة من 6,0 - 8,0. السمكة مسالمة لحد ما مع التي في نفس حجمها أو أكبر منه، لأنها يمكن أن تاكل الأنواع الصغيرة. توجد الوايت بوت عموما في البحيرات والقنوات والمياه الصافية في تجمعات شجر المانجروف. أحيانا تكون الوان الذكور أغمق قليلا من الإناث، وبسبب تشابه الجنسين فيمكن أن يكون تزاوجهما صعبا.